# 陈英士故居
陈英士故居位于中国浙江省湖州市吴兴区苕溪西路与白地街交叉口西南（原湖州府学前五昌里），湖州陈氏自十七世陈应恪时由东林山迁居至此，陈英士在此度过儿童及少年时代，其侄陈立夫、陈果夫也诞生于此，陈英士被害后当地举办的追悼会亦在此举行（位于西路第一进存诚堂）。
故居为建于清末的传统民居建筑群，今存西路三进和东路五进，总建筑面积约1600平方米，2009年6月作为展示陈英士生平、历史功绩以及辛亥革命前后历史背景的陈英士故居纪念馆对外开放，大门外西南侧立有其铜像。